# Reichweite (Rohstoff)
Als Reichweite von Rohstoffen wird in der Wirtschaft das Verhältnis der Rohstoffvorkommen zum jährlichen Verbrauch bezeichnet.

## Allgemeines
Die Reichweite betrifft ausschließlich nicht-erneuerbare Rohstoffe, deren Verbrauch die Lagerstätten unter Berücksichtigung der Regeneration in Zukunft ausschöpfen wird. Bei der Reichweite wird mithin unterstellt, dass Ressourcen sukzessive verbraucht und keine neuen Lagerstätten mehr exploriert werden. Die Reichweite misst in diesem Zusammenhang den Zeitraum, in welchem die jeweilige Ressource künftig noch verfügbar sein wird. Für nachwachsende Rohstoffe braucht keine Reichweite ermittelt zu werden.

## Ermittlung der Kennzahl

### Statische Reichweite
Die statische Reichweite {\displaystyle R_{s}} ist das Verhältnis der vorhandenen Reserven eines Rohstoffes (Rohstoffvorkommen) {\displaystyle Re} zur jährlichen Fördermenge {\displaystyle F}:
{\displaystyle R_{s}={\frac {\text{Re}}{\text{F}}}}.
Belaufen sich die vorhandenen Reserven eines Rohstoffes beispielsweise auf 10 Tonnen und die jährliche Fördermenge – die auch verbraucht wird – auf eine Tonne, so beträgt die statische Reichweite 10 Jahre. Dabei wird jedoch weder die Exploration neuer Vorkommen noch das Recycling berücksichtigt. So berief sich die Frankfurter Allgemeine Sonntagszeitung auf die statische Reichweite von Erdgas und titelte: „In 42 Jahren ist alles vorbei“. Im Jahre 2018 lagen die statischen Reserven von Erdgas durch neu entdeckte Vorkommen bei 51 Jahren (siehe Tabelle).
Der jährliche Erschöpfungsbeitrag {\displaystyle E} ergibt sich aus obiger Formel wie folgt:
{\displaystyle E={\frac {\text{F}}{R_{s}\cdot {\text{Re}}}}}.
Der Erschöpfungsbeitrag ist der Verbrauch an Rohstoffen durch die Produktion eines Endproduktes.
Die Ressourcenökonomie betrachtet bei der Reichweite die absolute Knappheit eines energetischen Rohstoffs (wie Erdöl oder Erdgas), dessen Reserven (Ölvorkommen oder Erdgasvorkommen) durch Energieverbrauch unwiederbringlich ausgeschöpft werden. Bei absoluter Knappheit ist davon auszugehen, dass das Angebot durch Verbrauch tendenziell stetig abnimmt. Nicht-energetische Rohstoffe wie Blei oder Kupfer gehen dagegen nicht verloren und können – zumindest theoretisch – zu 100 % durch Recycling zurückgewonnen werden. Die in der Vergangenheit beobachtete Zunahme der bekannten Erdöl- und Erdgas-Reserven deutet darauf hin, dass die sich aus der bisher angegebenen statischen Reichweite ergebenden Jahre mit hoher Wahrscheinlichkeit übertroffen werden.
Entgegen der naheliegenden Interpretation des Wortes Reichweite lässt also die statische Reichweite für sich allein genommen kaum Aussagen über die zukünftige Verfügbarkeit von Rohstoffen zu.

### Dynamische Reichweite
Die dynamische Reichweite basiert hingegen auf einem Modell zur zukünftigen Verbrauchsentwicklung, im einfachsten Fall auf der Annahme einer jährlich konstanten Verbrauchszunahme. Die Berechnung der Reichweite beruht auf dem Kenntnisstand zu einem bestimmten Zeitpunkt und ist lediglich eine Momentaufnahme eines sich dynamisch entwickelnden Prozesses mit vielfältigen Einflussgrößen:
- Der künftige weltweite Verbrauch sowie die Erschließung neuer Lagerstätten;
- Technischer Fortschritt, der die Erschließung bislang nicht lohnender Vorkommen ermöglicht;
- Politische und wirtschaftliche Einflüsse auf die Verfügbarkeit von Rohstoffen (etwa staatliche Lizenzen an Fördergesellschaften);
- Effizienzsteigerungen bei der Nutzung eines Rohstoffes;
- Substitution von Rohstoffen, so z. B. die Ablösung von Kupfer durch Glasfaser in der Telekommunikation und Datenübertragung;
- Nicht vorhergesehene Schwankungen in der Produktionsquote.

## Beispiele
Eine historische Rückschau zeigt, dass die statische Reichweite von Erdöl seit 1945 bis heute in einem Korridor zwischen 20 und 50 Jahren geschwankt hat, da durch Exploration der Ölindustrie fortlaufend neue Lagerstätten entdeckt wurden. Es ist sogar möglich, dass die Reichweite zusammen mit der Jahresförderung ansteigt, wenn die Reserven prozentual stärker wachsen als die Förderung.
Die im Jahr 2004 weltweit 440 in Betrieb befindlichen Kernkraftwerke mit einer gesamten elektrischen Leistung von 359.900 Megawatt verbrauchten 2004 zusammen 68.357 Tonnen Uran. Stellt man diesem Verbrauch die hinreichend gesicherten Vorkommen (englisch reasonably assured resources, RAR) von 1,73 Millionen Tonnen gegenüber, so beträgt die Reichweite 25 Jahre. Diese Reichweite macht Aussagen über die Knappheit von Rohstoffen. Dabei ist jedoch zu berücksichtigen, dass die Kennzahl erhebliche Unsicherheiten aufweist. Einerseits können die Rohstoffvorkommen nur sehr schwer geschätzt werden (es gibt neben den RAR noch geschätzte zusätzliche Vorkommen [englisch known conventional resources, KCR]), andererseits gibt es jährliche, meist konjunkturell bedingte Veränderungen im Verbrauch. Wird dieser Verbrauch als konstant angenommen und werden keine neuen Uranvorkommen entdeckt, müssten in 25 Jahren alle Kernkraftwerke mangels Kernbrennstoff schließen.

## Reichweite einiger Rohstoffe

Statische Reichweite von Rohöl

Statische Reichweite von Erdgas

Die folgende Tabelle zeigt einige exemplarische Daten der Jahres 2018 und 2019 (die Werte wurden gerundet):
| Rohstoff      | Einheit (a) | Reserven 2018 | Reserven 2019 | Ressourcen 2019 | Förderung 2018 | Förderung 2019 | statische Reserven Reichweite 2018 | statische Reserven Reichweite 2019 |
| ------------- | ----------- | ------------- | ------------- | --------------- | -------------- | -------------- | ---------------------------------- | ---------------------------------- |
| Antimon       | Mt          |               | 1,9           |                 |                | 0,162          |                                    | 11,7                               |
| Baryte        | Mt          |               | 390           |                 |                | 8,87           |                                    | 44                                 |
| Bauxit        | Mt          |               | 30000         |                 |                | 358            |                                    | 83,8                               |
| Blei          | Mt          |               | 88            |                 |                | 4,72           |                                    | 18,64                              |
| Brom          | kt          |               | > 11300       |                 |                | 429            |                                    | > 26                               |
| Chrom         | Mt          | 570           | 570           |                 | 43,1           | 44,8           | 13                                 | 12,7                               |
| Cobalt        | kt          |               | 7100          |                 |                | 144            |                                    | 49,3                               |
| Eisen         | Mt          |               | 84000         |                 |                | 1520           |                                    | 55,26                              |
| Feldspat      | Mt          |               | 2783          |                 |                | 23             |                                    | 121                                |
| Fluorit       | Mt          |               | 320           |                 |                | 7,46           |                                    | 42,9                               |
| Gips          | Mt          |               | > 2195        |                 |                | 148            |                                    | > 14,83                            |
| Gold          | kt          |               | 53            |                 |                | 3,3            |                                    | 16,1                               |
| Graphit       | Mt          |               | 320           |                 |                | 1,1            |                                    | 290,91                             |
| Iod           | kt          |               | 6200          |                 |                | 30,1           |                                    | 205,98                             |
| Kieselgur     | Mt          |               | 404           |                 |                | 2,19           |                                    | 184,48                             |
| Kupfer        | Mt          | 870           | 870           |                 | 20,4           | 20,4           | 43                                 | 42,7                               |
| Lithium       | kt          |               | 21000         |                 |                | 86             |                                    | 244,19                             |
| Magnesiumoxid | Mt          |               | 7600          |                 |                | 27,1           |                                    | 280,44                             |
| Mangan        | Mt          |               | 1300          |                 |                | 19,6           |                                    | 66,33                              |
| Molybdän      | kt          |               | 18000         |                 |                | 294            |                                    | 61,23                              |
| Nickel        | Mt          |               | 94            |                 |                | 2,61           |                                    | 36,02                              |
| Niob          | Mt          |               | >17000        |                 |                | 97             |                                    | 175,26                             |
| Phosphorit    | Mt          |               | 71000         |                 |                | 227            |                                    | 312,78                             |
| Platinmetalle | t           |               | 69000         | >100000         |                | 418            |                                    | 165,07                             |
| Pottasche (d) | Mt          | >3600         | 3700          | 250000          | 43,3           | 41,3           | > 83                               | 89,59                              |
| Rhenium       | t           |               | 2400          |                 |                | 53,2           |                                    | 45,11                              |
| Selen         | kt          |               | 100           |                 |                | 2,88           |                                    | 34,72                              |
| Silber        | kt          |               | 500           |                 |                | 26,5           |                                    | 18,87                              |
| Tantal        | kt          |               | > 140         |                 |                | 1,85           |                                    | > 75,68                            |
| Tellur        | t           |               | 31000         |                 |                | 520            |                                    | 59,62                              |
| Torf          | Mt          |               | 12000         |                 |                | 31,9           |                                    | 376,18                             |
| Vanadium      | kt          |               | 22000         |                 |                | 86,8           |                                    | 253,46                             |
| Wolfram       | kt          |               | 3400          |                 |                | 83,8           |                                    | 40,57                              |
| Wollastonit   | Mt          |               | > 100         |                 |                | 1,2            |                                    | > 83,33                            |
| Zink          | Mt          |               | 250           |                 |                | 12,7           |                                    | 19,69                              |
| Zinn          | kt          |               | 4300          |                 |                | 296            |                                    | 14,53                              |
| Zirconium     | Mt          |               | 64            |                 |                | 1,42           |                                    | 45,07                              |
| Uran (e)      | kt          | 1300          |               |                 | 53,5           |                | 26                                 |                                    |
| Hartkohle (b) | Gt          | 749           |               |                 | 7,0            |                | 107                                |                                    |
| Erdöl (c)     | Gt          | 244           |               |                 | 4,5            |                | 54                                 |                                    |
| Erdgas        | Tm3         | 202           |               |                 | 4,0            |                | 51                                 |                                    |

Die statische Reichweite bezieht sich in der Regel auf die Reserven. Bezogen auf die Ressourcen eines Rohstoffs können sich erheblich höhere Werte ergeben. So liegt beispielsweise die statische Reichweite der Uranressourcen mit 224 Jahren fast neun mal so hoch wie die Reichweite der Reserven.
Zur Unterscheidung von Reserven und Ressourcen siehe auch: Lagerstätte#Vorratskategorien.

## Wirtschaftliche Aspekte
Die natürliche Knappheit aller nicht-erneuerbaren Rohstoffe und ihr Verbrauch sind die wesentlichen Werttreiber, die den Rohstoffpreis beeinflussen. Abgesehen von konjunkturellen Schwankungen, dürften die meisten Rohstoffpreise tendenziell steigen. Dies trifft insbesondere auf Rohstoffe zu, deren statische Reichweite im Vergleich zu anderen Rohstoffen oder zu ihrer Verbrauchsintensität relativ gering ist. Die statische Reichweite entspricht der Approximation des Zeitraums, für den unter der Annahme konstanter Vorkommen und einem gleichbleibenden Verbrauch noch Rohstoffe zur Verfügung stehen. Zudem können der technische Fortschritt und steigende Rohstoffpreise auch solche Rohstoffvorkommen profitabel machen, die zuvor nicht als bauwürdig galten. Das gilt insbesondere für die Goldförderung. Aus den unterirdischen Ressourcen bzw. oberirdischen Goldbeständen (wie Goldreserven) lässt sich zur Förderung bzw. zur Nachfrage auf die ökonomischen Knappheitsverhältnisse der Edelmetalle schließen, was sich wiederum maßgeblich auf die künftige Entwicklung des Goldpreises auswirken wird. Steigt dieser, können unter anderem in Südafrika auch bisher unprofitable tiefer liegende Goldlagerstätten ausgeschöpft werden.
Die statische Reichweite klammert den ökonomischen Begriff der Reserven aus. Reserven sind gesicherte Vorkommen, die zur gegebenen Marktentwicklung und zum Stand der Technik wirtschaftlich gefördert werden können. Dieser ökonomische Aspekt wird bei der statischen Reichweite außer Acht gelassen, so dass sich die öffentliche Diskussion über die Rohstoffknappheit mit irreführenden Daten befasst.
Ein großer Teil der weltweiten Rohstoffvorkommen befindet sich in Entwicklungs- und Schwellenländern. Durch die Förderung der Vorkommen, deren Weiterverarbeitung in folgenden Verarbeitungsstufen und anschließendem Export erwirtschaften diese Länder enorme Deviseneinnahmen, die zur Verbesserung des Wohlstandes, der Wirtschaftsstruktur und der Terms of Trade beitragen. Diese wirtschaftlichen Verbesserungen werden jedoch durch die Reichweite einzelner Rohstoffe zeitlich begrenzt. Die Entwicklungs- und Schwellenländer exportieren mithin nicht-erneuerbare Produkte, so dass bei Erschöpfung der Vorkommen die Reichtumsgrundlage entfallen wird.
Für Deutschland kann nach heutiger Schätzung die Selbstversorgung bei den Grundstoffen Kaolin, Graphit, Schwerspat, Feldspat, Kieselerde und Kieselgur als bedroht angesehen werden. Bei Erschöpfung der Vorkommen sind Importe erforderlich, um das bisherige Produktionsvolumen aufrechterhalten zu können.
Die Ressourcen Boden, Luft und Wasser werden von Wirtschaftssubjekten nicht verbraucht, sondern in ihrer Qualität verändert. Für sie wird deshalb keine Reichweite ermittelt.